# Barão de Itanhaém
Barão de Itanhaém é um título nobiliárquico criado por D. João VI de Portugal por decreto de 3 de maio de 1819, em favor a Manuel Inácio de Andrada Souto Maior Pinto Coelho.
Titulares
1. Manuel Inácio de Andrada Souto Maior Pinto Coelho (1782–1867) – barão de Itanhaém tanto por Portugal quanto pelo Brasil, além de primeiro e único marquês de Itanhaém;
2. Pedro Afonso de Andrada Souto Maior Pinto Coelho (1855–1906) – neto do anterior.